# 风铃猪笼草
風鈴豬籠草（學名：Nepenthes campanulata）是印度尼西亞熱带食蟲植物。其種加詞“campanulata”來源于拉丁文“campānulātus”，意為“鐘形的”。
1983年的一場森林大火，燒毀了風鈴豬籠草原唯一已知的原生地。

## 植物學史
19
風鈴豬籠草最初的模式標本無花序，直至1997年重新發現後才得到補充。

## 形态特征
风铃猪笼草的攀援茎短小，呈圆柱形，长20至50厘米，直径可达4毫米。茎至一定长度后便停止生长，转而由基部生出侧芽继续生长。
风铃猪笼草的叶片革质，无柄，呈匙形－披针形，可长达12厘米，宽至2厘米。叶尖圆并略呈盾形，叶基抱茎。中脉的两侧各有2至3条纵脉，羽状脉不明显。笼蔓短而硬，长度很少超过4厘米。
与其他的猪笼草不同，风铃猪笼草的捕虫笼只有一种形态。其形状为钟形，黄绿色，可高达10厘米，直径约为5.5厘米。捕虫笼通常无笼翼，其缩小为一对隆起。仅捕虫笼内表面下部的四分之一覆盖着消化腺。笼口呈圆形且水平。唇非常的窄，具细小的唇齿。笼盖呈椭圆形，无附属物。笼盖基部后方的笼蔓尾分叉，可长达1毫米。风铃猪笼草完全无被毛。
风铃猪笼草沿地面匍匐生长。成年植株通常具多个生长点，形成丛状。

## 相关物种
在仓田重夫对风铃猪笼草的描述中，他认为风铃猪笼草可能与苏门答腊特有的无刺猪笼草（N. inermis）之间存在着密切的近缘关系。但其他的分类学家并不认同这个观点。这两个物种之间不仅存在地理隔离，并且它们的生境也不同；风铃猪笼草为石灰岩岩壁上，而无刺猪笼草通常附生于海拔1500米至2600米的树林中。

## 扩展阅读
- 食虫植物照片搜寻引擎中风铃猪笼草的照片 （页面存档备份，存于）

 维基共享资源上的相關多媒體資源：风铃猪笼草
 維基物種上的相關：风铃猪笼草